# Sutekskäija
Sutekskäija — pierwszy minialbum estońskiej folk metalowej Metsatöll. Na krążku znajduje się 5 utworów.

## Lista utworów
Na podstawie materiału źródłowego:
| Nr | Tytuł utworu                  | Długość |
| -- | ----------------------------- | ------- |
| 1. | „Sutekskäija”                 | 03:41   |
| 2. | „Hakkame mehed minema”        | 03:51   |
| 3. | „Hundi loomine” (R2 Live)     | 03:51   |
| 4. | „Sõjahunt” (R2 Live)          | 04:21   |
| 5. | „Saaremaa vägimees” (R2 Live) | 02:25   |
|    |                               | 18:09   |